# La Nuit de la Saint-Jean (film, 1935)
Pour les articles homonymes, voir La Nuit de la Saint-Jean.
Pour plus de détails, voir Fiche technique et Distribution.
La Nuit de la Saint-Jean (Valborgsmässoafton) est un film dramatique et romantique suédois réalisé par Gustaf Edgren et sorti en 1935.

## Synopsis

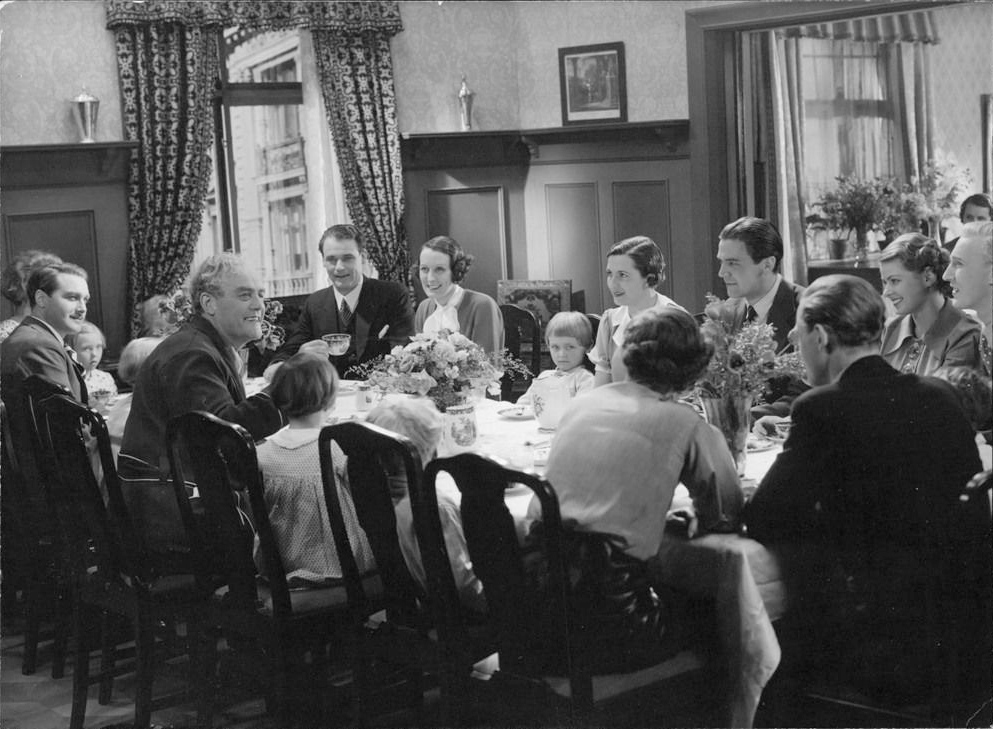
Une scène de repas du film.

Le Morgonposten est en pleine effervescence. Le rédacteur en chef Fredrik Bergström discute avec le secrétaire de rédaction et éditeur Grane des causes possibles du faible taux de natalité en Suède. Lorsque Grane met l'accent sur les aspects techniques, Bergström déclare que le manque d'amour est le vrai problème. Lena, la fille de Fredrik, travaille comme secrétaire pour le directeur Borg. Celui-ci est marié, mais son mariage est devenu malheureux car sa femme Clary ne veut pas d'enfant. Lena a décidé de quitter le bureau du directeur car elle est secrètement amoureuse de lui. La nuit de la Saint-Jean, Clary prend secrètement rendez-vous avec un avorteur notoire, et Borg invite Lena au dîner qu'il avait prévu avec sa femme à Hasselbacken. Plus tard dans la soirée, ils s'avouent leur amour. Lors d'une descente de police, le criminel sans scrupules Frank Roger découvre que Clary était cliente de l'avorteur clandestin et décide de la faire chanter, ce qui est le prélude à une série de méprises.

## Fiche technique
- Titre français : La Nuit de la Saint-Jean[1]
- Titre original : Valborgsmässoafton[2]
- Réalisation : Gustaf Edgren
- Scénario : Gustaf Edgren, Oscar Rydqvist (sv)
- Photographie : Martin Bodin
- Montage : Oscar Rosander
- Musique : Eric Bengtson et Friedrich Kuhlau
- Société de production : AB Svensk Filmindustri
- Pays de production :  Suède
- Langue originale : suédois
- Format : Noir et blanc - 1,37:1 - Son mono
- Genre : drame romantique
- Durée : 75 minutes
- Dates de sortie : 
  - Suéde : 23 octobre 1935

## Distribution
- Lars Hanson - Johan Borg, réalisateur
- Victor Sjöström - Fredrik Bergström, rédacteur en chef de Morgonposten
- Ingrid Bergman - Lena, sa fille, secrétaire de Borg
- Karin Kavli - Clary Borg, la femme de Johan
- Erik « Bullen » Berglund - Gustav Palm, secrétaire de rédaction
- Sture Lagerwall - Svensson, journaliste
- Marie-Louise Sorbon - son épouse
- Georg Rydeberg - Frank Roger, contrebandier et maître chanteur
- Georg Blickingberg - Landberg, médecin
- Richard Lund - « Dr » Smith, avorteur
- Linnéa Hillberg - son « infirmière »
- Stig Järrel - Grane, rédacteur en chef
- Torsten Winge - photographe de presse
- Olof Widgren - reporter criminel
- Anders Henrikson (acteur) - Paavo, légionnaire étranger
- Carl-Gunnar Wingård - Boman, compagnon de Borg
- Aino Taube - L'amie de Lena
- Gabriel Alw - Le nouvel accompagnateur de Clary
- Ivar Kåge - Orateur du 1er mai
- Carl Deurell - maître d'œuvre